# Michal Pávek
Michal Pávek (13 febbraio 1985) è un calciatore ceco, difensore del FC Hradec Králové.

## Carriera

### Club
Ha giocato nella prima divisione ceca.

### Nazionale
Ha giocato nella nazionale ceca Under-18.